# Moneda de 1 centavo de Estados Unidos
La moneda de un centavo de Estados Unidos conocido vulgarmente como centavo rojo (en Inglés: red cent) fue la moneda de más baja denominación del dólar estadounidense. Su símbolo es ¢. En la cara de la moneda se destaca el retrato de presidente Abraham Lincoln desde 1909, el centenario de su nacimiento. Desde 1959 hasta 2008 se destacó el Monumento a Lincoln en el reverso, que fue rediseñado en conmemoración del 200.º aniversario de Lincoln, en 2009. Desde 2010 volvieron a ser emitidas con el diseño anterior. La moneda tiene 19,05 milímetros de diámetro y 1,52 milímetros de grosor.
A principios de la década de 2010, el precio del metal utilizado para fabricar centavos aumentó hasta alcanzar un costo notable para la Casa de la Moneda, que llegó a un máximo de más de 2¢, un señoreaje negativo, para la moneda de valor nominal de $0,01. Esto impulsó a la Casa de la Moneda a buscar nuevamente metales alternativos para la moneda y también puso de relieve el debate sobre la eliminación de la moneda. En febrero de 2025 Donald Trump ordeno la detención de la producción de esta moneda.
Es comúnmente llamada penny (penique), pero su nombre oficial según la Casa de Moneda de los Estados Unidos es cent (centavo).

## Historia de la composición
La moneda se ha acuñado básicamente en cobre, pero en las últimas generaciones se ha introducido otros metales más livianos.
| Años      | Material                                 | Peso (en gramos) |
| --------- | ---------------------------------------- | ---------------- |
| 1793–1795 | ~100% cobre                              | 13.48            |
| 1795–1857 | ~100% cobre                              | 10.89            |
| 1856–1864 | 88% cobre, 12% níquel                    | 4.67             |
| 1864–1942 | bronce (95% cobre, 5% estaño y zinc)     | 3.11             |
| 1943      | recubierto de zinc acero                 | 2.72             |
| 1944–1946 | latón (95% cobre, 5% zinc)               | 3.11             |
| 1947–1962 | bronce (95% cobre, 5% estaño y zinc)     | 3.11             |
| 1962–1981 | latón (95% cobre, 5% zinc)               | 3.11             |
| 1982      | brass latón (95% cobre, 5% zinc)         | 3.11             |
| 1982      | zinc recubierto (97.5% zinc, 2.5% cobre) | 2.5              |
| 1983–2025 | zinc recubierto (97.5% zinc, 2.5% cobre) | 2.5              |

En honor al 200 aniversario de Abraham Lincoln, se acuñaron centavos especiales de 2009 para los coleccionistas en la misma composición que las monedas de 1909.
La composición de isótopos de las primeras monedas que abarca el período 1828 a 1843 refleja la del cobre de los minerales de Cornualles de Inglaterra, mientras que las monedas posteriores a 1850 reflejan las de la península de Keweenaw, minerales de Míchigan, un hallazgo escrito en los registros históricos.
En 1943, en el apogeo de la Segunda Guerra Mundial, los centavos de acero recubiertos de zinc se fabricaron durante un tiempo breve debido a las demandas de cobre en la guerra. Se produjeron unos pocos centavos de cobre de 1943 a partir de los planchets de 1942 que quedaban en los contenedores. Del mismo modo, algunos centavos de acero de 1944 han sido confirmados. Desde 1944 hasta 1946, las municiones recuperadas se abrieron camino en el proceso de acuñación, y no era raro ver monedas con vetas de bronce o con un acabado considerablemente más oscuro que otras cuestiones.
Durante la década de 1970, el precio del cobre aumentó hasta el punto en que el centavo contenía casi un centavo de cobre. Esto llevó a la Casa de Moneda a probar metales alternativos, incluido el aluminio y el acero revestido de bronce. Se eligió el aluminio, y más de 1.5 millones de estos centavos fueron listos para su lanzamiento al público antes de ser finalmente rechazados. Los centavos de aluminio propuestos fueron rechazados por dos razones: los propietarios de máquinas expendedoras se quejaron de que las monedas causarían problemas mecánicos; y los pediatras y los radiólogos pediátricos señalaron que la densidad radial del metal en el tracto respiratorio y gastrointestinal era similar a la de los tejidos blandos, por lo que las monedas serían difíciles de detectar en las imágenes de rayos X.
La composición del centavo se modificó en 1982 porque el valor del cobre en la moneda comenzó a elevarse por encima de un centavo. Algunos centavos de 1982 utilizaron la composición de zinc al 97.5%, mientras que otros usaron la composición de cobre al 95%. Con la excepción de los centavos del bicentenario 2009 acuñados específicamente para coleccionistas, los centavos de los Estados Unidos acuñados después de 1982 han sido de zinc con cobre. En el año fiscal 2013, la pieza promedio de un centavo acuñada costó 1,83 centavos de dólar estadounidense, por debajo de los 2,41 centavos cada uno en el año fiscal 2011.
Los centavos de bronce y cobre se pueden distinguir de los centavos de zinc más nuevos al dejar caer las monedas sobre una superficie sólida. Las monedas predominantemente de cobre producen un sonido de timbre más agudo, mientras que las monedas de zinc producen un "clunk" de tono grave. Además, un rollo completo de 50 centavos de monedas anteriores a 1982 o 1983 pesa 153.087 gramos comparado con un rollo posterior a 1982 o 1983 que pesa 124.738 gramos.

## Diseños del reverso

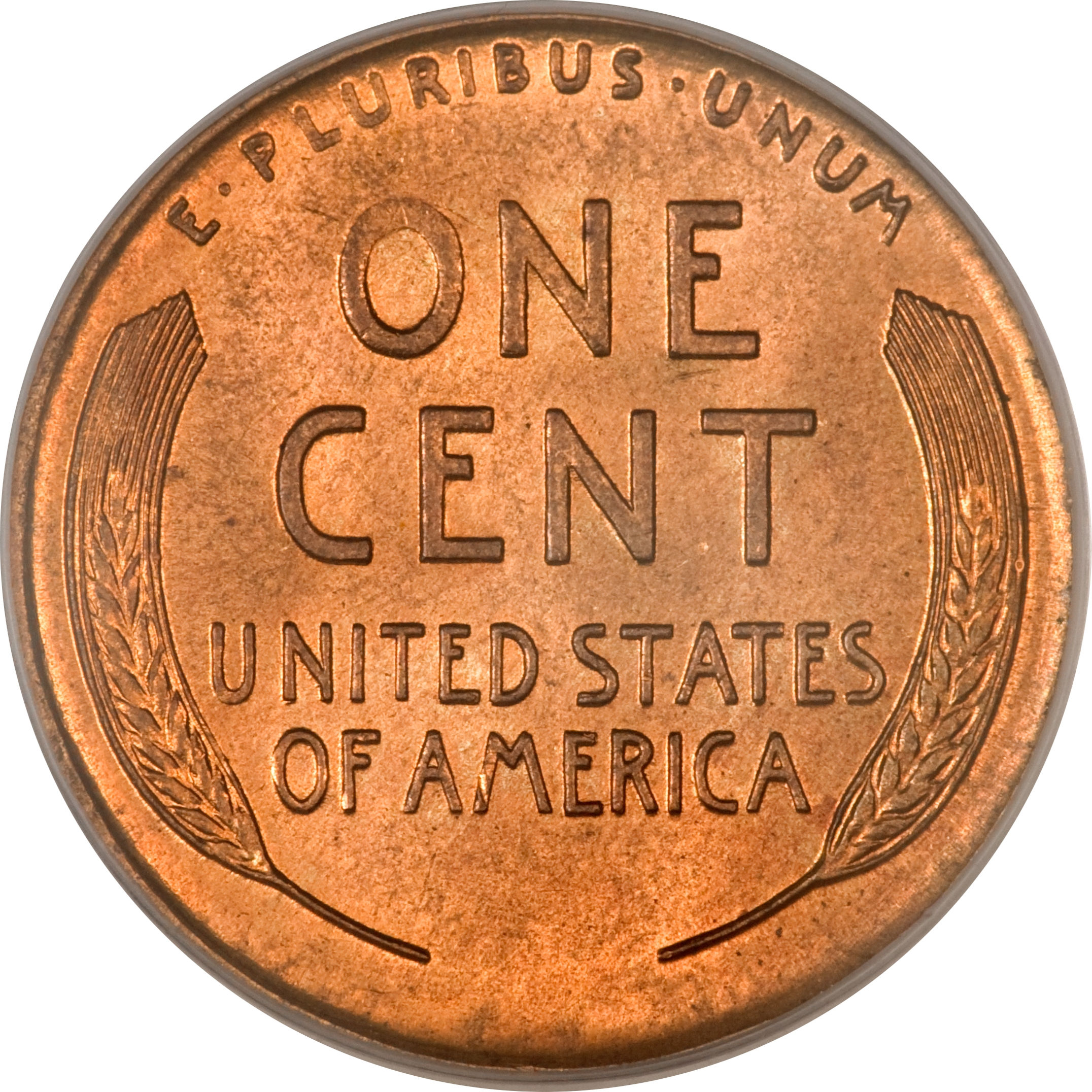
Orejas de trigo
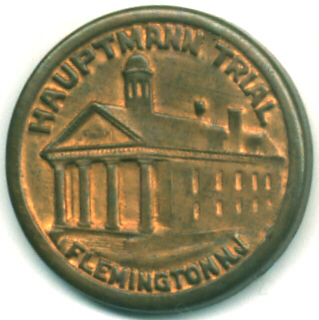
Juicio de Hauptmann
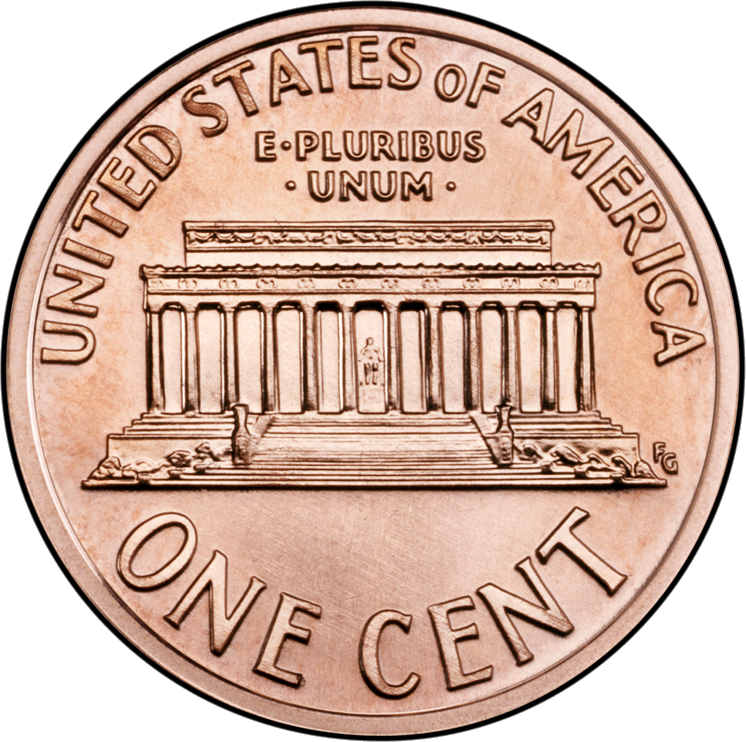
Monumento a Lincoln
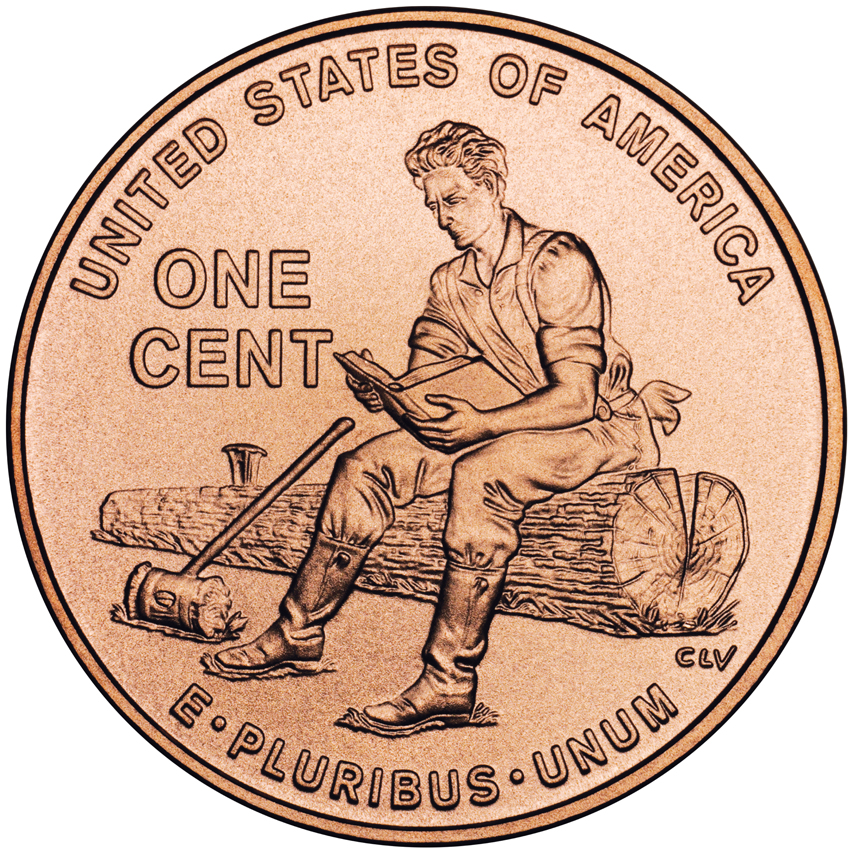
Años formativos en Indiana
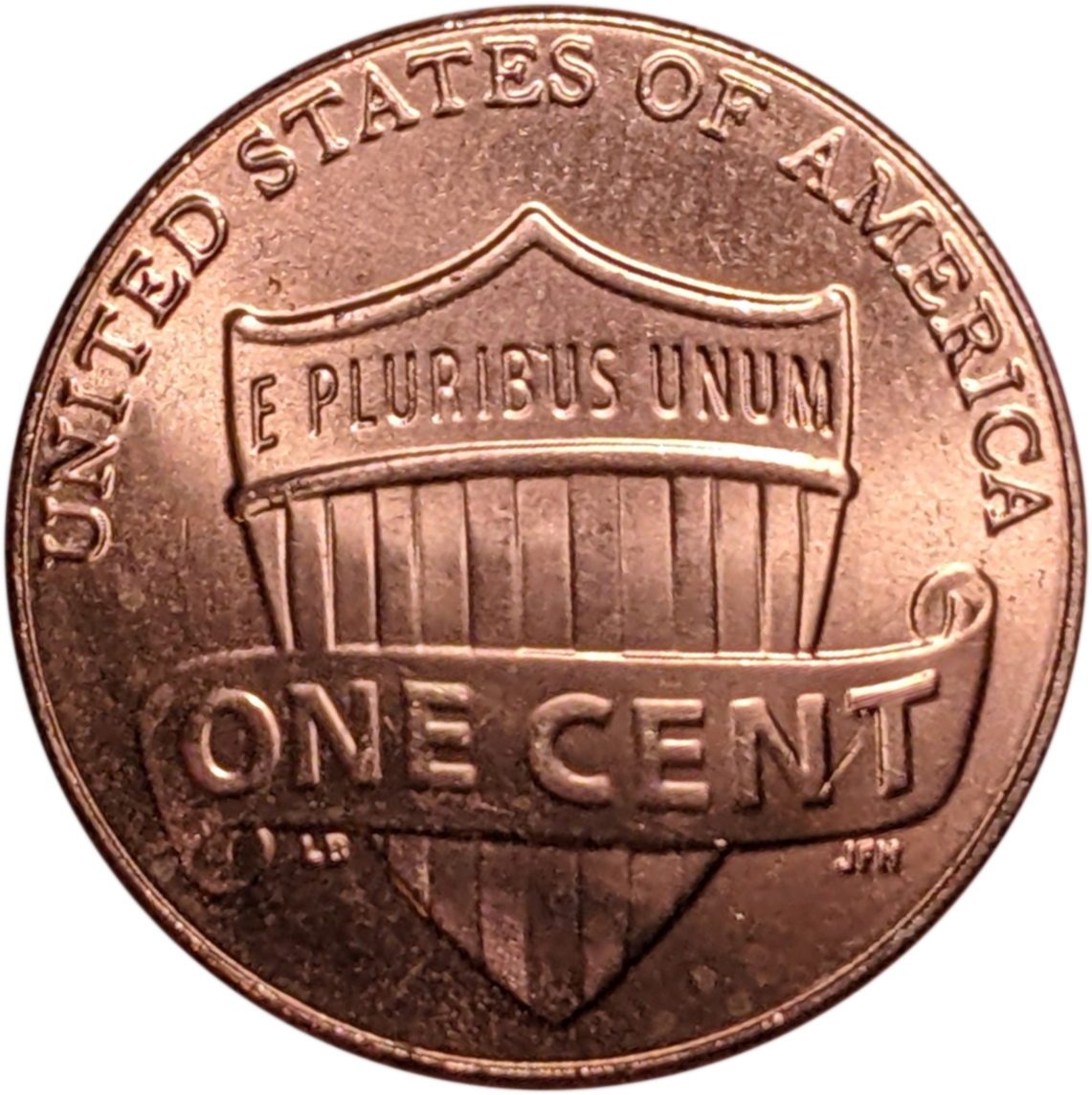
Escudo de la Unión